# 埃爾圖魯爾·奧斯曼
埃爾圖魯爾·奧斯曼（1912年8月18日—2009年9月23日），或按《姓氏法》稱奧斯曼·埃爾圖魯爾·奧斯曼奧盧（Osman Ertuğrul Osmanoğlu），是1994年－2009年間鄂圖曼帝國王朝第43代領袖。通常人們參考奥斯曼一世的父親埃爾圖魯爾稱他為埃爾圖魯爾二世（土耳其語：II Ertugrul）。
1922年11月1日廢除君主制後，奧斯曼被稱為鄂圖曼帝國王子沙扎德·埃爾圖魯爾·奧斯曼·阿凡提·黑茲雷利殿下（His Imperial Highness Shahzade Ertuğrul Osman Efendi Hazretleri, Imperial Prince of the Ottoman Empire），被稱為「最後的鄂圖曼」。

## 生平
他在伊斯坦堡耶尔德兹宫出生，是鄂圖曼軍隊上尉穆罕默德·布爾漢丁王子（Prince Mehmed Burhaneddin，1885年12月19日－1949年6月15日）與第一任妻子阿利亞·梅萊克·納茲莉亞爾·阿凡提夫人（Aliye Melek Nazlıyar，1892年10月13日－1976年8月31日）的幼子，蘇丹阿卜杜勒-哈米德二世是他的祖父。
1924年，奧斯曼在奧地利維也納讀書時收到消息，指蘇丹家庭的所有成員都被流放，之後他1933年搬到美國，定居紐約市。1945年後，奧斯曼的生活越來越樸素，住家在餐廳上邊，只有兩睡房大小。到1992年，他受土耳其政府邀請終於回到祖國，當時他說：「民主在土耳其的效果很好。」（Democracy works well in Turkey），兩年後（1994年），他成為鄂圖曼帝國王朝第43代領袖。
2004年，奧斯曼獲得土耳其護照和公民身份。
奧斯曼能講流利的土耳其語、英語、德語和法語，並能理解意大利語和西班牙語，到2009年9月23日去世，享年97歲，土耳其文化部宣布他是因為腎功能衰竭而在睡夢中去世。在他死時，他的妻子在他身邊，也證實了這死因。

## 外部連結
- Ottoman Club（页面存档备份，存于）
- Genealogy of Ertuğrul Osman （页面存档备份，存于）
- Ertugrul Osman（页面存档备份，存于） – Daily Telegraph obituary

| 埃爾圖魯爾·奧斯曼 奧斯曼王朝出生于：1912年8月18日逝世於：2009年9月23日 | 埃爾圖魯爾·奧斯曼 奧斯曼王朝出生于：1912年8月18日逝世於：2009年9月23日                 | 埃爾圖魯爾·奧斯曼 奧斯曼王朝出生于：1912年8月18日逝世於：2009年9月23日 |
| 王位覬覦者                                                             | 王位覬覦者                                                                             | 王位覬覦者                                                             |
| ---------------------------------------------------------------------- | -------------------------------------------------------------------------------------- | ---------------------------------------------------------------------- |
| 前任者： 奥尔汗二世                                                    | — 名义上的 — 奥斯曼帝国苏丹 1994年3月12日－2009年9月23日 继位失败原因： 1922年帝國解體 | 繼任者： 巴耶塞特三世                                                  |